# Пецоло Вале Уцоне
Пецо̀ло Ва̀ле Уцо̀не (на италиански: Pezzolo Valle Uzzone; на пиемонтски: Pseu, Пъсеу) е село и община в Северна Италия, провинция Кунео, регион Пиемонт. Разположено е на 321 m надморска височина. Населението на общината е 345 души (към 2010 г.).